# انبازه دانش
انبازه دانش (انگلیسی: Knowledge commons) اصطلاحی است که اشاره به به اطلاعات و داده و محتوایی دارد که به جامعهٔ کاربری متعلق است و توسط آنان نیز مدیریت می‌شود و معمولاً بر روی اینترنت قرار دارد. وجه ممیزه انبازه دانش از سایر انبازه‌ها این است که به خاطر ماهییتشان کاهش پذیر نیستند و کاربران متعددی قادر هستند که به این منابع دیجیتال دسترسی داشته باشند و تأثیری و بروی مقدار و کیفیت آن نداشت باشند.

## خاستگاه مفهومی
واژه «commons» مشتق شده از واژهٔ قدیمی‌تر «the commons»(انبازه) است. امروزه برای مجموعه‌ای از محتویات استفاده می‌شود مانند دوره‌های آموزشی آزاد مثل دوره‌های MIT، محتویات آزاد چندرسانه‌ای دیجیتال مثل ویکی‌پدیا، آثار هنری‌ای که در قالب اجازه‌نامهٔ کریتیو کامنز منتشر شده‌اند، پژوهش‌های متن‌باز، مجموعه‌های دانش آزاد برای عموم مثل کتابخانهٔ دانش، science commons، نرم‌افزارهای آزاد و طراحی باز.
دانش عمومی، بر اساس کار جمعی تولید می‌شود. آنطور که «رابرت مرتون» آن را تعریف می‌کند، کاری که پیشرانه‌اش فعالیت افراد اجتماع است که از حق مالکیت بر دانش تولید شده صرف نظر می‌کنند. صرف‌نظر کردن از حق مالکیت بر محتوای تولید شده به گسترش، پذیرش و بحث بیشتر روی آن منجر شده و برای افراد احترام به همراه می‌آورد.
فرنس گیوریس هم دربارهٔ تفاوت معنای «اطلاعات» و «دانش» بحث می‌کند. به نظر گیوریس در تعریف «انبازه دانش» باید بین این دو مفهوم تفاوت قایل شد. چرا که برای در دسترس بودن آزاد «دانش» نیاز است هم اطلاعات به صورت آزاد در دسترس باشد و هم فعالینی که محتوای دانش را تولید می‌کنند، تمایل به انتشار عمومی و آزاد آن داشته باشند. «بنابراین، دانش نمی‌تواند به منبعی اشتراکی برای همه تبدیل شود، مگر آنکه سازمان‌ها و روابطی پیچیده برای تشویق تولیدکنندگان دانش به انتشار عمومی آن وجود داشته باشند که در عین حال برای آنها برآوردی هم به همراه داشته باشد»

## کپی‌لفت
از پایه‌های اصلی انبازه دانش، جایگزینی «کپی‌رایت» با «کپی‌لفت» است. کپی‌لفت روشی برای ارائهٔ محتوا است که ضامن حق استفادهٔ آموزشی و غیر آموزشی، اعمال تغییرات و توزیع مجدد محتویات برای عموم است به شرط آنکه مجدداً تحت همین روش منتشر شود. محبوب‌ترین اجازه‌نامه‌هایی که در قالب کپی‌لفت بگنجند، یکی اجازه‌نامهٔ GNU از بنیاد نرم‌افراز آزاد است و دیگری اشتراک همسان از کریتیو کامنز.